# Rafael Font de Móra i Llorens
Rafael Font de Móra i Llorens (València, 1893 - 1978) va ser un enginyer agrònom valencià.
Després d'estudiar a Madrid, retorna al País Valencià, on exerceix de professor a l'Escola de Perits Agrícoles de Burjassot. Partidari del cooperativisme, pren part de diverses iniciatives per desenvolupar el camp valencià, com ara el Consorci Nacional Arrosser, actiu entre 1927 i 1932, o la Federació Sindical d'Agricultors Arrossers (1933).
El 1934 crea el Servei Oficial d'Inspecció, Vigilància i Regulació de les Exportacions (SOIVRE) del camp valencià. A més a més, fins eixe any va dirigir l'Estació Arrossera de Sueca. Després de la Guerra Civil va exercir de magistrat al Tribunal de Defensa de la Competència.

## Obres tècniques destacades
- El arroz (L'arròs) 1939
- El naranjo, su cultivo, explotación y comercio (El taronger, el seu cultiu, explotació i comerç) 1954